# Liste der Flughäfen in Kuba
| Stadt                    | ICAO-Code | IATA-Code | Name des Flughafens                       |
| ------------------------ | --------- | --------- | ----------------------------------------- |
|                          |           |           |                                           |
| Verkehrsflughäfen        |           |           |                                           |
| Baracoa                  | MUBA      | BCA       | Flughafen Gustavo Rizo                    |
| Bayamo                   | MUBY      | BYM       | Flughafen Carlos Manuel de Céspedes       |
| Caibarién                | MUCB      |           | Flughafen Caibarién                       |
| Camagüey                 | MUCM      | CMW       | Flughafen Ignacio Agramonte               |
| Cayo Coco                | MUCC      | CCC       | Flughafen Jardines del Rey                |
| Cayo Largo del Sur       | MUCL      | CYO       | Flughafen Cayo Largo del Sur              |
| Ciego de Ávila           | MUCA      | AVI       | Flughafen Máximo Gómez                    |
| Cienfuegos               | MUCF      | CFG       | Flughafen Cienfuegos                      |
| Florida                  | MUFL      |           | Flughafen Florida                         |
| Guantánamo               | MUGT      | GAO       | Flughafen Mariana Grajales                |
| Havanna                  | MUHA      | HAV       | Flughafen Havanna José Martí              |
| Havanna                  | MUPB      |           | Flughafen Playa Baracoa                   |
| Havanna                  | MULB      |           | Flughafen Ciudad Libertad                 |
| Holguín                  | MUHG      | HOG       | Flughafen Holguín Frank País              |
| Isla de la Juventud      | MUSN      | SZJ       | Flughafen Siguanea                        |
| Kawama                   | MUKW      | VRO       | Flughafen Kawama                          |
| Las Brujas               | MUBR      |           | Flughafen Las Brujas                      |
| Manzanillo               | MUMZ      | MZO       | Flughafen Sierra Maestra                  |
| Mariel                   | MUML      |           | Flughafen Mariel                          |
| Mayajigua                |           | MJG       | Flughafen Mayajigua                       |
| Moa                      | MUMO      | MOA       | Flughafen Orestes Acosta                  |
| Nicaro                   | MUNC      | ICR       | Flughafen Nicaro                          |
| Nueva Gerona             | MUNG      | GER       | Flughafen Rafael Cabrera                  |
| Pinar del Río            | MULM      | LCL       | Flughafen La Coloma                       |
| Pinar del Río            | MUPR      | QPD       | Flughafen Pinar del Río Norte             |
| Playa Santa Lucía        | MUSL      |           | Flughafen Santa Lucía                     |
| Preston                  |           | PST       | Flughafen Preston                         |
| Maisí                    |           | UMA       | Flughafen Alfredo Noa Díaz                |
| San Nicolás de Bari      | MUNB      | QSN       | Flughafen San Nicolás de Bari             |
| Sancti Spíritus          | MUSS      |           | Flughafen Sancti Spíritus                 |
| Santa Clara              | MUSC      | SNU       | Flughafen Santa Clara                     |
| Santiago de Cuba         | MUCU      | SCU       | Flughafen Santiago de Cuba                |
| Trinidad                 | MUTD      | TND       | Flughafen Alberto Delgado                 |
| Varadero                 | MUVR      | VRA       | Flughafen Varadero                        |
| Las Tunas                | MUVT      | VTU       | Flughafen Hermanos Ameijeiras             |
| Militärflugplätze        |           |           |                                           |
| Pinar del Río            | MUSJ      | SNJ       | Militärflugplatz San Julián               |
| San Antonio de los Baños | MUSA      |           | Militärflugplatz San Antonio de los Baños |